# Focke-Achgelis

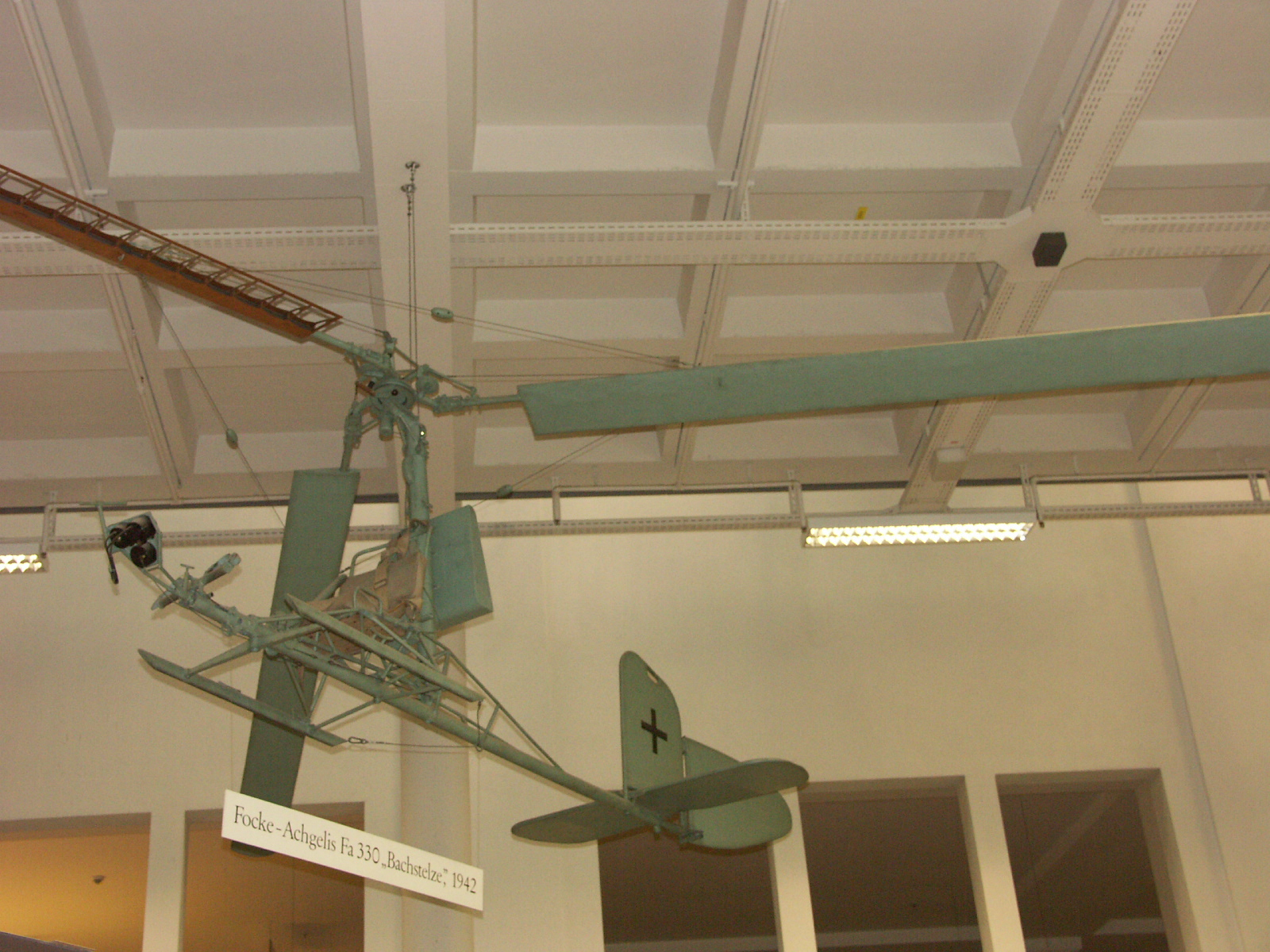
L'autogire Focke-Achgelis Fa 330 (1943)

La société Focke, Achgelis & Co., GmbH. était un constructeur d'hélicoptères allemand ayant son siège à Delmenhorst entre Brême et Hambourg. Elle avait des usines à Hoyenkamp près de Delmenhorst, à Oldenbourg et à Laupheim dans le sud de l'Allemagne
Henrich Focke avait acquis en 1931 les droits de fabrication sous licence de l'autogire de Cierva et construisit tout d'abord dans les ateliers de Focke-Wulf le modèle C 19 Mark VI Don Quichote puis plus tard le C 30 Heuschrecke (« sauterelle »). Au vu des résultats de ces appareils à voilure tournante il créa au sein de son entreprise un bureau de recherche auquel il se consacra plus tard exclusivement et qui vit la naissance du Focke-Wulf Fw 61.
Ce bureau devint le berceau de la société Focke, Achgelis & Co., GmbH, créée en 1937 par Focke en coopération avec le célèbre pilote de voltige Gerd Achgelis. Focke put s'attacher les services d'autres ingénieurs aéronautiques de renom tels que Dr Jaeckel, Dr Just, Dr-Ing. Schweym et l'ingénieur Spanger. La conception et la fabrication des pièces se fit tout d'abord dans les ateliers Brandenburgische Motorenwerke à Spandau mais furent reprise par BMW après la fusion de ces sociétés. Plus tard, l'équipe de dessinateurs complète fut détachée de BMW et confiée à Focke-Achgelis à l'instigation du ministère de l'Air (RLM) du IIIe Reich.
Le Fw 61, un prototype qui peut être considéré comme le premier véritable hélicoptère opérationnel du monde, a été suivi de plusieurs autres qui ont aussi connu le succès et de projets qui n'ont pas vu le jour du fait du conflit.